# Coniglio ariete
Il coniglio ariete è una varietà di coniglio domestico che è stata ottenuta per la prima volta in Inghilterra nel corso del diciannovesimo secolo tramite la selezione genetica.  Vengono chiamati così tutti quei conigli caratterizzati da orecchie cadenti ai lati e dall'impossibilità di muovere le stesse. Tuttavia, il coniglio ariete è riconosciuto  dall'American Rabbit Breeders Association (ARBA) come una razza vera e propria, suddivisa a sua volta in cinque differenti varietà. Si relazionano molto bene con l'uomo, infatti possono vivere anche in casa.

## Storia
La prima varietà di coniglio ariete fu quella inglese, comparsa nel Regno Unito nell'età vittoriana, durante la quale ebbe una notevole diffusione, contribuendo alla nascita della pratica di allevare conigli come animali da compagnia, e non solamente per la produzione di carne, pelliccia o lana. Nella prima metà del novecento nacque invece la varietà francese del coniglio ariete, ottenuta probabilmente incrociando l'inglese con esemplari di coniglio gigante fiammingo; tale razza divenne famosa in tutta l'Europa centrale, ma fu importata negli USA non prima del 1970.
Nel 1949, un allevatore di nome Adrian DeCock, cominciò a sviluppare nei Paesi Bassi una nuova varietà incrociando gli ariete francesi con dei nani olandesi, ottenendo, nel 1964, quello che viene chiamato "coniglio ariete nano" (conosciuto negli USA come Holland Lop e nel Regno Unito come Miniature Lop).
Nel 1972 Bob Herschbach scoprì la razza successivamente conosciuta come "ariete piccolo" ad una mostra di conigli in Germania, ad Essen, dove era conosciuto come Klein Widder.

## Descrizione
Il coniglio ariete ha solitamente un peso che può variare da 1 a circa 8 kg e tutte le varietà sono caratterizzate da un temperamento molto docile e dalle orecchie cadenti ai lati del capo.
Vi sono differenze in ogni nazione per quanto riguarda il riconoscimento del coniglio ariete; tra i principali tipi si ricordano i seguenti:
- Inglese (di taglia media, riconosciuto sia negli Stati Uniti[3], sia in Europa[8]);
- Francese (di taglia grande, generalmente riconosciuto anch'esso[3][8]);
- American Fuzzy (un coniglio ariete con la pelliccia tipica del coniglio d'Angora, riconosciuto solamente negli Stati Uniti[3]);
- Ariete Piccolo (di taglia piccola, riconosciuto col nome Mini Lop negli Stati Uniti e Dwarf Lop nel Regno Unito[3]);
- Ariete Nano (un coniglio nano, riconosciuto col nome Holland Lop negli Stati Uniti e Miniature Lop nel Regno Unito[3]).